# زیریوسمو
زیریوسمو (انگلیسی: Siriusmo؛ زادهٔ ) یک موسیقی‌دان اهل آلمان است. 